# Афамант (Софокл)
«Афамант» (др.-греч. Ἀθάμας) — название двух трагедий древнегреческого драматурга Софокла (V век до н. э.), текст которых почти полностью утрачен.
Заглавный герой пьес — мифологический герой, известный в первую очередь своими несчастьями в трёх браках. Известно, что одна из трагедий рассказывала историю Фрикса — сына Афаманта, чуть было не принесённого в жертву богам из-за козней мачехи, Ино; во второй пьесе Афаманта охватывает безумие, из-за чего Ино с сыном бросаются в море. От текста сохранились только разрозненные фрагменты, так что неясно даже, к какой из двух трагедий каждый из них относится.